# Thomas Olsson (serieskapare)
Thomas Olsson, född 1979, är en svensk serieskapare och förläggare som bland annat tecknat humorserien Rogert. Han debuterade 2007 och utkom 2013 med boken Församlingen, om sin uppväxt i en frikyrkoförsamling. 2015 kom boken Det är inte meningen att man ska vara här om Sir John Franklins expedition att hitta Nordvästpassagen.
Thomas Olsson arbetade på Galago Förlag 1999–2003 och Kartago Förlag 2001–2019. Tillsammans med Eric Ericson startade han och drev förlaget Orosdi-Back 2009–2018 (numera ägt av Bonnier). Från 2019 driver han bokförlaget Kaunitz-Olsson tillsammans med Martin Kaunitz.